# Grand Prix automobile d'Italie 1985
Résultats du Grand Prix automobile d'Italie de Formule 1 1985 qui a eu lieu sur le circuit de Monza le 8 septembre 1985.

## Classement
| Pos. | No | Pilote             | Écurie                 | Tours | Temps/Abandon                      | Grille | Points |
| ---- | -- | ------------------ | ---------------------- | ----- | ---------------------------------- | ------ | ------ |
| 1    | 2  | Alain Prost        | McLaren-TAG            | 51    | 1 h 17 min 59 s 451 (227,565 km/h) | 5      | 9      |
| 2    | 7  | Nelson Piquet      | Brabham-BMW            | 51    | + 51 s 635                         | 4      | 6      |
| 3    | 12 | Ayrton Senna       | Lotus-Renault          | 51    | + 1 min 00 s 390                   | 1      | 4      |
| 4    | 8  | Marc Surer         | Brabham-BMW            | 51    | + 1 min 00 s 609                   | 9      | 3      |
| 5    | 28 | Stefan Johansson   | Ferrari                | 50    | Panne d'essence                    | 10     | 2      |
| 6    | 11 | Elio De Angelis    | Lotus-Renault          | 50    | + 1 tour                           | 6      | 1      |
| 7    | 15 | Patrick Tambay     | Renault                | 50    | + 1 tour                           | 8      |        |
| 8    | 3  | Martin Brundle     | Tyrrell-Renault        | 50    | + 1 tour                           | 18     |        |
| 9    | 18 | Thierry Boutsen    | Arrows-BMW             | 50    | + 1 tour                           | 14     |        |
| 10   | 25 | Philippe Streiff   | Ligier-Renault         | 49    | + 2 tours                          | 19     |        |
| 11   | 5  | Nigel Mansell      | Williams-Honda         | 47    | Pression d'huile                   | 3      |        |
| 12   | 19 | Teo Fabi           | Toleman-Hart           | 47    | + 4 tours                          | 15     |        |
| 13   | 27 | Michele Alboreto   | Ferrari                | 45    | Moteur                             | 7      |        |
| Abd. | 6  | Keke Rosberg       | Williams-Honda         | 44    | Moteur                             | 2      |        |
| Abd. | 26 | Jacques Laffite    | Ligier-Renault         | 40    | Moteur                             | 20     |        |
| Abd. | 1  | Niki Lauda         | McLaren-TAG            | 33    | Moteur                             | 16     |        |
| Abd. | 22 | Riccardo Patrese   | Alfa Romeo             | 31    | Échappement                        | 13     |        |
| Abd. | 24 | Huub Rothengatter  | Osella-Alfa Romeo      | 26    | Moteur                             | 22     |        |
| Abd. | 9  | Philippe Alliot    | RAM-Hart               | 19    | Turbo                              | 26     |        |
| Abd. | 17 | Gerhard Berger     | Arrows-BMW             | 13    | Différentiel                       | 11     |        |
| Abd. | 16 | Derek Warwick      | Renault                | 9     | Différentiel                       | 12     |        |
| Abd. | 33 | Alan Jones         | Lola-Hart              | 6     | Surchauffe                         | 25     |        |
| Abd. | 23 | Eddie Cheever      | Alfa Romeo             | 3     | Moteur                             | 17     |        |
| Abd. | 10 | Kenny Acheson      | RAM-Hart               | 2     | Embrayage                          | 24     |        |
| Abd. | 29 | Pierluigi Martini  | Minardi-Motori Moderni | 1     | Moteur                             | 23     |        |
| Np.  | 20 | Piercarlo Ghinzani | Toleman-Hart           |       | Calé sur la grille                 | 21     |        |

## Pole position et record du tour
- Pole position : Ayrton Senna en 1 min 25 s 084 (vitesse moyenne : 245,405 km/h).
- Meilleur tour en course : Nigel Mansell en 1 min 28 s 283 au 38e tour (vitesse moyenne : 236,512 km/h).

## Tours en tête
- Keke Rosberg : 32 (1-27 / 40-44)
- Alain Prost : 19 (28-39 / 45-51)

## À noter
- 21e victoire pour Alain Prost.
- 48e victoire pour McLaren en tant que constructeur.
- 18e victoire pour TAG Porsche en tant que motoriste.
- 1er Grand Prix pour l'écurie Haas Lola.